# 칼리만 아센 2세
칼리만 아센 2세(불가리아어: Калиман Асен II) 혹은 콜로만 아센 2세(Коломан Асен II)는 1256년 짧은 기간 동안 불가리아의 차르였다.
칼리만 아센 2세는 이반 아센 2세의 동생인 세바스토크라토르 알렉산더르의 아들이다. 그의 생년과 어머니에 대해서는 알려진 것이 없다. 1256년 칼리만 아센 2세는 그의 사촌 미하일 아센 1세를 죽이고 왕위를 찬탈하였다. 이 과정에서 그는 미하일 아센 1세의 미망인 로스티슬라프 미하일로비치의 딸과 결혼하였지만, 그는 제위를 유지할 수 없었다. 로스티슬라프는 베오그라드에서 터르노보로 진격하였고, 칼리만 아센 2세는 달아났다. 로스티슬라프는 그의 딸을 데리고 돌아가면서 불가리아의 황제를 칭했으나, 미하일 아센 1세의 처남인 미초 아센이 제위를 차지하였다. 그동안 칼리만 아센 2세는 그의 추종자들에게도 버림받고 살해당하였다.

## 참고 문헌
- John V.A. Fine, Jr., The Late Medieval Balkans, Ann Arbor, 1987.

| 전임 미하일 아센 1세 | 제2차 불가리아 제국의 차르 1256년 | 후임 미초 아센 |